# Ангажман
Ангажман (франц. engagement - уговор, прихватање неке обавезе, задужење) је обавеза, уговор, задужење, ангажовање глумца, певача итд. за одређени уметнички посао. Ангажман може бити примање у стални радни однос, на рад по уговору, на одређени рок (једна или више сезона) или ангажовање за једну представу, одн. пројекат.
1. ↑  Клајн, Иван (2008). Велики речник страних речи и израза. Нови Сад: Прометеј. ISBN 978-86-515-0219-7.
2. ↑  Jovanović, Raško V.; Jaćimović, Dejan (2013). Leksikon drame i pozorišta. Beograd: Prosveta. ISBN 978-86-07-01999-1.